# Authon (Loir i Cher)
Authon és un municipi francès, situat al departament del Loir i Cher i a la regió de Centre – Vall del Loira. L'any 2007 tenia 634 habitants.

## Demografia

### Població
El 2007 la població de fet d'Authon era de 634 persones. Hi havia 280 famílies, de les quals 84 eren unipersonals (52 homes vivint sols i 32 dones vivint soles), 100 parelles sense fills, 80 parelles amb fills i 16 famílies monoparentals amb fills.
La població ha evolucionat segons el següent gràfic:
Habitants censats

### Habitatges
El 2007 hi havia 370 habitatges, 279 eren l'habitatge principal de la família, 56 eren segones residències i 35 estaven desocupats. 353 eren cases i 16 eren apartaments. Dels 279 habitatges principals, 196 estaven ocupats pels seus propietaris, 80 estaven llogats i ocupats pels llogaters i 3 estaven cedits a títol gratuït; 1 tenia una cambra, 16 en tenien dues, 58 en tenien tres, 74 en tenien quatre i 130 en tenien cinc o més. 231 habitatges disposaven pel capbaix d'una plaça de pàrquing. A 135 habitatges hi havia un automòbil i a 121 n'hi havia dos o més.

### Piràmide de població
La piràmide de població per edats i sexe el 2009 era:
| Homes | Edats   | Dones |
| ----- | ------- | ----- |
| 0     | 95 o +  | 4     |
| 8     | 90 a 94 | 4     |
| 8     | 85 a 89 | 0     |
| 4     | 80 a 84 | 16    |
| 12    | 75 a 79 | 20    |
| 16    | 70 a 74 | 16    |
| 20    | 65 a 69 | 8     |
| 12    | 60 a 64 | 20    |
| 8     | 55 a 59 | 8     |
| 24    | 50 a 54 | 16    |
| 52    | 45 a 49 | 16    |
| 28    | 40 a 44 | 40    |
| 16    | 35 a 39 | 20    |
| 28    | 30 a 34 | 20    |
| 20    | 25 a 29 | 24    |
| 28    | 20 a 24 | 0     |
| 36    | 15 a 19 | 32    |
| 24    | 10 a 14 | 12    |
| 12    | 5 a 9   | 28    |
| 16    | 0 a 4   | 16    |

## Economia
El 2007 la població en edat de treballar era de 392 persones, 306 eren actives i 86 eren inactives. De les 306 persones actives 276 estaven ocupades (142 homes i 134 dones) i 30 estaven aturades (16 homes i 14 dones). De les 86 persones inactives 29 estaven jubilades, 30 estaven estudiant i 27 estaven classificades com a «altres inactius».

### Ingressos
El 2009 a Authon hi havia 283 unitats fiscals que integraven 673 persones, la mediana anual d'ingressos fiscals per persona era de 16.672,5 €.

### Activitats econòmiques
Dels 18 establiments que hi havia el 2007, 1 era d'una empresa alimentària, 1 d'una empresa de fabricació d'altres productes industrials, 4 d'empreses de construcció, 5 d'empreses de comerç i reparació d'automòbils, 1 d'una empresa de transport, 1 d'una empresa d'hostatgeria i restauració, 1 d'una empresa d'informació i comunicació, 1 d'una empresa financera, 1 d'una entitat de l'administració pública i 2 d'empreses classificades com a «altres activitats de serveis».
Dels 9 establiments de servei als particulars que hi havia el 2009, 1 era una oficina bancària, 2 tallers de reparació d'automòbils i de material agrícola, 1 paleta, 1 guixaire pintor, 1 fusteria, 1 lampisteria, 1 perruqueria i 1 restaurant.
Dels 2 establiments comercials que hi havia el 2009, 1 era una botiga de menys de 120 m² i 1 una joieria.
L'any 2000 a Authon hi havia 24 explotacions agrícoles que ocupaven un total de 2.180 hectàrees.

## Equipaments sanitaris i escolars
El 2009 hi havia 1 escola elemental i 1 escola elemental integrada dins d'un grup escolar amb les comunes properes formant una escola dispersa.

## Poblacions més properes
El següent diagrama mostra les poblacions més properes.